# Các pha của tên lửa đạn đạo
Các loại tên lửa đạn đạo thường có đường bay theo từng pha-giai đoạn riêng biệt. Chúng lần lượt là các pha: khởi tốc (tăng tốc), là pha mà tại đó, động cơ tên lửa khởi tốc hoặc động cơ tầng trên được kích hoạt, pha sau khởi tốc, là pha bắt đầu kể từ thời điểm cuối cùng sau khi đường bay của tên lửa bị thay đổi bởi tầng khởi tốc hoặc đầu đạn MIRV cùng với các đầu đạn con và mồi nhử được giải phóng, pha giữa là pha chiếm phần lớn giai đoạn bay khi mà tên lửa lao xuống, và pha cuối là pha mà khi đó các đầu đạn tiếp cận mục tiêu hoặc đối với các tên lửa có tầm bắn xa hơn, bắt đầu hồi quyển.
Những pha này của tên lửa đạn đạo rất quan trọng khi thảo luận về cấu hình hệ thống phòng thủ tên lửa. Mỗi một pha sẽ có một độ khó khác nhau để hệ thống phòng thủ có thể đánh chặn tên lửa, cũng như kết quả khác nhau về ảnh hưởng của nó đối với cuộc tấn công nói chung. Ví dụ, việc phòng thủ tên lửa khi tên lửa đạn đạo đang ở pha cuối thường đơn giản nhất về mặt kỹ thuật vì chúng chỉ yêu cầu tên lửa và radar tầm ngắn. Tuy nhiên, hệ thống phòng thủ pha cuối cũng phải đối mặt với những mục tiêu khó khăn nhất khi nhiều đầu đạn và mồi nhử được giải phóng trong pha này. Ngược lại, các hệ thống phòng thủ khi tên lửa đạn đạo ở giai đoạn vừa mới phóng lên đang lấy tốc độ (pha khởi tốc) là rất khó vì chúng phải được bố trí gần mục tiêu, thường là trong không gian, nhưng nếu đánh chặn thành công sẽ đảm bảo tiêu diệt tất cả các đầu đạn và mồi nhử.

## Pha khởi tốc
Pha khởi tốc là giai đoạn bay của tên lửa đạn đạo hoặc phương tiện bay không gian mà khi đó động cơ khởi tốc hoặc động cơ duy trì được kích hoạt cho đến khi chúng đạt được vận tốc tối đa. Pha này có thời gian từ 3 đến 4 phút đối với tên lửa nhiên liệu rắn (ngắn hơn đối với tên lửa nhiên liệu lỏng), độ cao đạt được ở cuối pha này là khoảng 150–200 km, tốc độ đạt 7 km/s.
Đánh chặn ở pha khởi tốc là một kỹ thuật phòng thủ tên lửa cho phép vô hiệu hóa tên lửa đạn đạo của đối phương khi mà chúng vẫn còn đang ở pha khởi tốc. Các hệ thống phòng thủ như vậy có lợi thế là có thể dễ dàng theo dõi tên lửa đạn đạo nhờ dấu hiệu hồng ngoại của ống phụt tên lửa và tên lửa đẩy thường bay chậm hơn nhiều so với đầu đạn MIRV. Việc phá hủy tên lửa đẩy ở giai đoạn này cũng sẽ đồng thời phá hủy cả đầu đạn và mồi nhử mà nó mang theo, hoặc đơn thuần là đẩy nó khỏi đường bay cũng sẽ làm tên lửa không thể đưa đầu đạn đến được mục tiêu.
Đánh chặn pha khởi tốc cũng thường khó thực hiện vì để thực hiện cần phải có khả năng đánh chặn tên lửa đạn đạo trong khoảng thời gian vài phút, khi mà động cơ của tên lửa đạn đạo vẫn còn hoạt động. Sẽ chỉ có một khoảng thời gian ngắn ngủi để vũ khí đánh chặn có thể tiếp cận tên lửa đạn đạo sau khi lệnh phóng tên lửa đạn đạo được đưa ra. Do vậy vũ khí sử dụng để đánh chặn tên lửa đạn đạo ở pha này bắt buộc phải có vận tốc rất lớn và ở gần vị trí phóng tên lửa đạn đạo, do đó loại vũ khí có thể sử dụng để đánh chặn có thể là vũ khí chùm hạt hoặc lasers vốn có tốc độ cao, gần với vận tốc ánh sáng.
Project Excalibur là dự án thiết kế vũ khí đánh chặn pha khởi tốc dành cho sáng kiến phòng thủ chủ động chiến lược. Trong đó vũ khí được sử dụng là một trạm phát tia laser được đặt trên một tàu ngầm di chuyển gần bờ biển của Liên Xô, sẽ được kích hoạt khi phát hiện vụ phóng tên lửa đạn đạo của Liên Xô. Mỗi một tên lửa mà hệ thống Excalibur tiêu diệt sẽ giúp loại bỏ hàng trăm mục tiêu mà Mỹ phải tiêu diệt nếu phải đánh chặn tên lửa ở giai đoạn cuối cùng. Brilliant Pebbles là một hệ thống phòng thủ ở giai đoạn khởi tốc khác, nó bao gồm hàng chục ngàn tên lửa có đầu dò tìm nhiệt đặt trên quỹ đạo, vì thế ít nhất hàng ngàn tên lửa sẽ luôn nhằm vào Liên Xô ở mọi thời điểm. Tuy nhiên việc đưa vào vận hành những hệ thống phòng thủ như vậy là vượt quá khả năng công nghệ thời kỳ đó và các dự án đều bị hủy bỏ.

## Pha hậu khởi tốc
Pha này là pha của tên lửa đạn đạo ngay sau pha khởi tốc. Trong pha này, trọng tải mang theo của tên lửa đạn đạo được giải phóng. Ở các tên lửa đạn đạo ICBM/SLBM hiện nay, trong khoảng thời gian pha này diễn ra, khoang chứa đầu đạn sẽ hướng vào mục tiêu và giải phóng đầu đạn riêng lẻ bay theo các quỹ đạo riêng rẽ, đồng thời giải phóng cả các mồi nhử.
Việc đánh chặn tên lửa ở pha này có ưu điểm giống như là đánh chặn tên lửa đạn đạo ở pha khởi tốc, ở điểm một cuộc đánh chặn chính xác sẽ tiêu diệt được tất cả các đầu đạn và mồi nhử. Giá trị của việc đánh chặn ở giai đoạn này sẽ càng ngày càng giảm đi khi để tên lửa đạn đạo tiếp tục bay và giải phóng được tải trọng đầu đạn mà nó mang theo. Đồng thời ở giai đoạn này việc đánh chặn trở nên khó khăn hơn do các động cơ sử dụng trên khoang chứa đầu đạn có mức độ bộc lộ hồng ngoại thấp hơn các động cơ đẩy sử dụng trong giai đoạn khởi tốc, do đó cần có các máy dò nhạy hơn.

## Pha giữa
Phần lớn thời gian bay của tên lửa đạn đạo diễn ra trong pha giữa. Pha giữa diễn ra trong khoảng thời gian từ vài phút đến một giờ phụ thuộc vào tầm bắn của tên lửa. Trong giai đoạn này, tải trọng đầu đạn của tên lửa bay theo quỹ đạo đạn đạo, với các đầu đạn, mồi nhử, phản xạ radar, trộn lẫn với nhau tạo thành một đám mây mục tiêu. Đối với tên lửa đạn đạo, đám mây đầu đạn này có thể có đường kính 1 dặm (1,6 km) và kéo dài 10 dặm (16 km).
Trong khi sẽ có nhiều thời gian hơn để đánh chặn tên lửa đạn đạo ở pha giữa, thì đây cũng là thời gian khó đánh chặn tên lửa đạn đạo nhất do sự kéo dài của đám mây mục tiêu này. Một số loại vũ khí đánh chặn, ví dụ như chùm tia X từ một vụ nổ hạt nhân trong không gian có thể làm suy yếu hoặc tiêu diệt đầu đạn tên lửa đạn đạo. Song, đầu đạn tên lửa đạn đạo vốn được thiết kế để sống sót trước một vụ nổ hạt nhân như vậy, sẽ làm giảm phạm vi ảnh hưởng của vũ khí phòng thủ xuống chỉ còn vài trăm yard.  Nếu không có cách nào đó để phân biệt mục tiêu đầu đạn, có thể sẽ cần hàng chục vũ khí đánh chặn để đảm bảo tiêu diệt đầu đạn ẩn trong đám mây.
Việc phân biệt đầu đạn trong đám mây mục tiêu vẫn chưa thể giải quyết bằng radar hay các thiết bị quang học. Một số giải pháp được đưa ra như đưa lên quỹ đạo khí hoặc bụi, để len vào đám mây mục tiêu, sau đó quan sát sự giảm tốc độ của khí và bụi. Đầu đạn với mật độ lớn hơn sẽ bị giảm tốc độ ít hơn so với mồi nhử vốn có khối lượng nhẹ hơn, cho phép phân biệt đầu đạn trong đám mây.

## Pha cuối
Pha cuối quỹ đạo của một tên lửa đạn đạo là pha bắt đầu bằng việc đầu đạn bắt đầu thâm nhập trở lại khí quyển. Ở khoảng 60 kilômét (37 mi) bên dưới bầu khí khí quyển, bầu khí quyển bắt đầu dày lên đến mức lực cản khí động bắt đầu có tác động đáng kể đến các vật thể trong đám mây mục tiêu tạo ra từ pha giữa. Vùng này đôi khi còn được gọi là pha cuối sâu.
Đánh chặn tên lửa đạn đạo ở pha cuối là cách đánh chặn đơn giản nhất, cả về mặt kỹ thuật và theo dõi. Khi các vật thể trong đám mây mục tiêu bắt đầu đi vào tầng khí quyển thấp hơn, các mồi nhử có khối lượng nhẹ hơn bắt đầu giảm tốc độ nhanh hơn so với các đầu đạn có khối lượng và mật độ lớn hơn. Quan sát sự suy giảm tốc độ của đám mây mục tiêu sẽ cho thấy các đầu đạn là vật thể giảm tốc ít nhất. Sự phân chia này trở nên rõ ràng hơn khi càng kéo dài thời điểm đánh chặn. Đây là tiền đề cho phát triển hệ thống tên lửa đánh chặn Nike-X, mà việc đánh chặn diễn ra chỉ vài giây trước khi đầu đạn phát nổ.
Nhược điểm chính của đánh chặn tên lửa giai đoạn cuối là thời gian đánh chặn. Để đối phó với một cuộc tấn công tên lửa đạn đạo với nhiều đầu đạn con nhằm mục tiêu độc lập MIRV, sẽ chỉ có rất ít thời gian để triển khai đánh chặn tất cả các đầu đạn đang tiến đến. Quan trọng hơn, càng kéo dài thời điểm đánh chặn và đợi đến giây phút cuối cùng có nghĩa là việc đánh chặn diễn ra ở cự ly ngắn hơn (trừ khi sử dụng vũ khí di chuyển với tốc độ ánh sáng), nghĩa là để bảo vệ một khu vực rộng lớn có thể sẽ cần một số lượng rất lớn các căn cứ đánh chặn trải rộng trên khu vực đó.

### Bibliography
- Ballistic Missile Defense Technologies (PDF). U.S. Congress, Office of Technology Assessment. tháng 9 năm 1985.